# Gonodonta milla
Gonodonta milla là một loài bướm đêm trong họ Noctuidae.